# Enrique Gámez
Enrique Gámez (Esmeraldas, Provincia de Esmeraldas, Ecuador, 13 de julio de 1981) es un futbolista ecuatoriano. Juega de defensa y su equipo actual es el Rocafuerte de la Segunda Categoría.

## Trayectoria
Empezó en el Club Esmeraldas Petrolero donde se mantuvo desde 1999 hasta el 2002, después fue transferido a la Liga de Portoviejo donde se quedó hasta el 2003 y después volvió al Esmeraldas Petrolero, pero el mismo año decidió volver a la Liga de Portoviejo donde se mantuvo hasta el año 2005. En 2005 intento probar suerte en el Deportivo Cuenca; al no tener mucha suerte volvió a su antiguo club la Liga de Portoviejo. En el año 2007 Gámez fue transferido al Barcelona y estuvo ahí dos años: cuando el Macará decidió contratarlo fue un buen año para el jugador, tanto así que el director técnico de LDU, Edgardo Bauza, lo llevó a las filas de su equipo. 

## Clubes
| Club                    | País    | Año                             |
| ----------------------- | ------- | ------------------------------- |
| Esmeraldas Petrolero    | Ecuador | 1999-2002 (42 partidos jugados) |
| Liga de Portoviejo      | Ecuador | 2002-2003 (6 partidos jugados)  |
| Esmeraldas Petrolero    | Ecuador | 2003                            |
| Liga de Portoviejo      | Ecuador | 2003-2005 (54 partidos jugados) |
| Deportivo Cuenca        | Ecuador | 2005-2005 (30 partidos jugados) |
| Liga de Portoviejo      | Ecuador | 2005-2006                       |
| Deportivo Cuenca        | Ecuador | 2006-2007                       |
| Barcelona Sporting Club | Ecuador | 2007 (19 partidos jugados)      |
| Macará                  | Ecuador | 2008-2009 (68 partidos jugados) |
| Liga de Quito           | Ecuador | 2010-2012 (38 partidos jugados) |
| Mushuc Runa             | Ecuador | 2012                            |
| Macará                  | Ecuador | 2013                            |
| Esmeraldas Petrolero    | Ecuador | 2014-2016                       |
| Rocafuerte              | Ecuador | 2017-                           |

## Palmarés

### Campeonatos Nacionales
| Título             | Club          | País    | Año  |
| ------------------ | ------------- | ------- | ---- |
| Serie A de Ecuador | Liga de Quito | Ecuador | 2010 |

### Copas Internacionales
| Título              | Club          | País    | Año  |
| ------------------- | ------------- | ------- | ---- |
| Recopa Sudamericana | Liga de Quito | Ecuador | 2010 |